# Kazimierz Przybył
Kazimierz Przybył, ps. Stalski (ur. 17 października 1901 w Łodzi, zm. 14 stycznia 1983 tamże) – polski działacz ruchu robotniczego, powstaniec warszawski.

## Życiorys
Robotnik łódzki, już w młodości należał do organizacji lewicowych, od 1927 był członkiem Komunistycznego Związku Młodzieży Polskiej i Komunistycznej Partii Polski.
Po wybuchu II wojny światowej początkowo ukrywał się na terenie Puszczy Mariańskiej, a następnie zamieszkał w Warszawie, gdzie należał do Komitetu Warszawskiego Polskiej Partii Robotniczej. Był żołnierzem Armii Ludowej, awansował do rangi porucznika. W kwietniu 1944 został pierwszym przewodniczącym konspiracyjnej Warszawskiej Rady Narodowej. Po wybuchu powstania warszawskiego walczył na Woli i Starym Mieście, a następnie kanałami przedostał się na Żoliborz i stamtąd do Puszczy Kampinoskiej unikając aresztowania.
Po 1945 powrócił do Łodzi, gdzie był działaczem Polskiej Zjednoczonej Partii Robotniczej. Od 3 maja 1945 był posłem do Krajowej Rady Narodowej, reprezentując Polską Partię Robotniczą. Swoje wspomnienia zawarł w książce Partyzancki czas.
Pochowany na cmentarzu komunalnym Doły w Łodzi.

## Odznaczenia
- Medal za Warszawę 1939–1945 (17 stycznia 1946)[3]